# Al-Tabni (nahija)
Nahija Al-Tabni je nahija u okrugu Deir ez-Zor, u sirijskoj pokrajini Deir ez-Zor. Po popisu iz 2004. (prije rata), nahija je imala 48.393 stanovnika. Administrativno sjedište je u naselju Al-Tabni.